# Göttendorf
Göttendorf ist ein Ortsteil von Langenwetzendorf im Landkreis Greiz in Thüringen.

## Lage
Göttendorf befindet sich per Luftlinie etwa sechs Kilometer südwestlich von Langenwetzendorf entfernt. Durch das Straßendorf führt die Bundesstraße 94 von Greiz Richtung Zeulenroda mit Anschluss an die Landesstraße 1084 zur Kerngemeinde. Göttendorfs Flur befindet sich auf einer kupierten Hochebene im Thüringer Schiefergebirge. Westlich beginnt ein größeres Waldgebiet.

## Geschichte
Am 31. Oktober 1357 wurde das Dorf erstmals urkundlich erwähnt. 2012 leben 200 Einwohner im Ortsteil. In dem landwirtschaftlich geprägten Ort hat sich eine GLG-Garten- und Landschaftsbau GmbH gebildet.

## Persönlichkeiten
- Paul Cherler (1541–1600), Dichter und Pfarrer
- Hermann Drechsler (1876–1951), Redakteur einer Arbeiterzeitung, USPD-Funktionär, Häftling im KZ Buchenwald und Landrat (SPD/KPD)
- Max Hempel (1877–1959), Militärmusiker und Komponist